# Exciter (Depeche Mode)
Exciter è il decimo album in studio del gruppo musicale britannico Depeche Mode, pubblicato il 14 maggio 2001 dalla Mute Records.

## Descrizione
L'album ha visto il trio collaborare con Mark Bell degli LFO in qualità di produttore e si caratterizza per sonorità più minimaliste e sperimentali rispetto al passato, con atmosfere vicine alla musica d'ambiente, oltre a una significativa riduzione della strumentazione reale in favore di drum machine. Fanno eccezione la traccia d'apertura Dream On e I Feel Loved, caratterizzati da elementi più uptempo e vicini alla dance. La pianta che compare sulla copertina dell'album è parte del genere Agave, utilizzata per la produzione di tequila.

## Promozione
Exciter è stato distribuito dalla Mute Records il 14 maggio 2001 per il mercato europeo e il giorno dopo nel mercato statunitense per conto della Reprise Records. La sua uscita è stata anticipata dal singolo Dream On, presentato nel mese di aprile. Altri singoli estratto dal disco sono stati I Feel Loved (30 luglio), Freelove (5 novembre) e Goodnight Lovers, quest'ultimo distribuito nel 2002 unicamente nel Regno Unito.
Per promuovere l'album, i Depeche Mode intrapresero inoltre l'Exciter Tour, partito il 4 giugno 2001 dal Roxy di Los Angeles e conclusosi il 5 novembre dello stesso anno presso la Maimarkthalle di Mannheim.

## Tracce
Testi e musiche di Martin L. Gore.
1. Dream On – 4:23
2. Shine – 5:33
3. The Sweetest Condition – 3:43
4. When the Body Speaks – 6:01
5. The Dead of Night – 4:50
6. Lovetheme – 2:03
7. Freelove – 6:11
8. Comatose – 3:24
9. I Feel Loved – 4:21
10. Breathe – 5:18
11. Easy Tiger – 2:05
12. I Am You – 5:10
13. Goodnight Lovers – 3:48

DVD bonus nella riedizione del 2007
- A Short Film

1. Depeche Mode : 1999-2002 (Presenting the Intimate and Delicate Side of Depeche Mode) – 32:25

- Exciter in 5.1 and Stereo

1. Dream On – 4:21
2. Shine – 5:31
3. The Sweetest Condition – 3:43
4. When the Body Speaks – 6:00
5. The Dead of Night – 4:50
6. Lovetheme – 2:02
7. Freelove – 6:10
8. Comatose – 3:24
9. I Feel Loved – 4:20
10. Breathe – 5:18
11. Easy Tiger – 2:04
12. I Am You – 5:10
13. Goodnight Lovers – 3:50

- Live in Paris, October 2001

1. The Dead of Night – 5:13
2. The Sweetest Condition – 3:58
3. Dream On – 5:39
4. When the Body Speaks – 7:03
5. Breathe – 5:20
6. Freelove – 7:32

- Additional Tracks

1. Easy Tiger (Full Version) – 4:57
2. Dirt – 5:00 (Ron Asheton, Scott Asheton, Dave Alexander, Iggy Pop) – originariamente interpretata dagli Stooges
3. Freelove (Floods Radio Mix) – 4:01
4. Zenstation – 6:26
5. When the Body Speaks (Acoustic Version) – 6:00

## Formazione
Hanno partecipato alle registrazioni, secondo le note di copertina:
Gruppo
- Dave Gahan – voce
- Martin Gore – strumentazione, voce, voce principale (tracce 8 e 10)
- Andrew Fletcher – strumentazione

Altri musicisti
- Knox Chandler – assolo di violoncello e arrangiamento strumenti ad arco (traccia 4)
- Todd C. Reynolds – strumenti ad arco (traccia 4)
- Joyce Hammann – strumenti ad arco (traccia 4)
- Natalie Cenovia Cummins – strumenti ad arco (traccia 4)
- Ralph H. Harris – strumenti ad arco (traccia 4)
- Leo Grinhauz – strumenti ad arco (traccia 4)
- Airto Moreira – percussioni (tracce 7 e 9)
- Christian Eigner – batteria (traccia 12)

Produzione
- Mark Bell – produzione, drum machine
- Gareth Jones – ingegneria del suono, pre-produzione, produzione aggiuntiva
- Paul Freegard – pre-produzione, produzione aggiuntiva
- Steve Fitzmaurice – missaggio
- Boris Aldridge – assistenza tecnica (Londra)
- Andrew Davies – assistenza tecnica (Londra)
- Andrew Griffiths – assistenza tecnica (Londra)
- Nick Sevilla – assistenza tecnica (Santa Barbara)
- Lisa Butterworth – assistenza tecnica (Santa Barbara)
- Jonathan Adler – assistenza tecnica (New York)
- Alissa Myhovwich – assistenza tecnica (New York)
- James Chang – assistenza tecnica (New York)
- Mike Marsh – mastering
- Anton Corbijn – fotografia, copertina, direzione artistica
- Form – design

## Classifiche
| Classifica (2001) | Posizione massima |
| ----------------- | ----------------- |
| Australia         | 20                |
| Austria           | 2                 |
| Belgio (Fiandre)  | 5                 |
| Belgio (Vallonia) | 1                 |
| Canada            | 3                 |
| Danimarca         | 3                 |
| Europa            | 2                 |
| Finlandia         | 2                 |
| Francia           | 1                 |
| Germania          | 1                 |
| Grecia            | 1                 |
| Italia            | 2                 |
| Norvegia          | 3                 |
| Paesi Bassi       | 15                |
| Polonia           | 1                 |
| Regno Unito       | 9                 |
| Spagna            | 2                 |
| Stati Uniti       | 8                 |
| Svezia            | 1                 |
| Svizzera          | 2                 |